# Mmusi Maimane
Mmusi Aloysias Maimane (Krugersdorp, Transvaal, 6 de junio de 1980) conocido simplemente como Mmusi Maimane, es un pastor y político sudafricano. Desde el 10 de mayo de 2015 hasta el 23 de octubre de 2019 fue el líder de Alianza Democrática (DA), fue el primer sudafricano negro en ocupar el liderazgo de DA, fue también el primer negro en la historia de Sudáfrica en integrar el DA desde su fundación en los años 80. Su elección fue vista como un intento de renovar la cara del partido tras la imagen asociada al racismo y comentarios xenófobos de varios de sus miembros.Buscó posicionar al partido como una alternativa al gobierno.Antes de las elecciones nacionales de 2014, Mmusi apareció en un anuncio político titulado "Ayisafani" dónde aparecía incendiado los logos que representan al Congreso Nacional Africano (ANC).
A principios de octubre de 2015, la Ministra de Policía en la sombra del DA, Dianne Kohler Barnard, vicepresidente del DA se enfrentó a una acción disciplinaria interna del DA después de compartir de manera polémica en su página de Facebook una publicación de otra persona que sugería que la vida en Sudáfrica era mejor bajo el expresidente del apartheid PW Botha .La controversia dañó las relaciones de la DA con el Congreso del Pueblo con quienes compartían alianzas municipales

## Biografía

### Primeros años
Maimane nació el 6 de junio de 1980 en el Hospital Leratong en Krugersdorp. Su madre, Ethel Maimane, y su padre Simon Maimane. Sus padres se conocieron en 1977 y se casaron en 1980.
Graduado de la Universidad de Sudáfrica (Licenciatura en Psicología), la Universidad de Witwatersrand (Maestría en Administración Pública) y la Universidad de Bangor, Gales (Maestría en Teología). 

### Carrera política
En 2010, Maimane solicitó postularse como candidato de Alianza Democrática (DA) para el Concejo Municipal de Johannesburgo y también para las elecciones internas como candidato a la alcaldía de dicha ciudad. Maimane fue seleccionado como portavoz nacional de la DA más tarde en 2011. En el Congreso Federal de DA 2012, Maimane fue elegido Presidente Federal Adjunto, por delante de otros ocho candidatos.
Maimane solicitó ser candidato del DA para la gobernación de Gauteng en 2013 postulándose durante las elecciones nacionales de 2014.
El 18 de abril de 2015, en el Congreso DA Western Cape, Maimane anunció que se presentaría como candidato a Líder Federal del DA en su Congreso Federal en mayo de 2015.  Durante el mismo, fue elegido por el 90% de los delegados, siendo designado como el primer líder negro de Alianza Democrática.En marzo de 2017, la exlíder de la DA Helen Zille argumentó en una serie de tuits que elementos del legado colonial de Sudáfrica hicieron una contribución positiva al país.Varios comentaristas pidieron a Zille que renunciara o fuera despedido como primer ministro del Cabo Occidental lo que causó un quiebre en el partido.
El 8 de mayo de 2019, el DA enfrentó su fuerte caída en elecciones generales. Los analistas sugirieron que la caída fue causada por el débil liderazgo de Maimane, En la Asamblea Nacional, el partido perdió cinco escaños parlamentarios.En KwaZulu-Natal y Mpumalanga , perdió el título de oposición oficial al Inkatha Freedom Party (IFP) y Economic Freedom Fighters.DA tuvo un desempeño inferior y perdió apoyo en Gauteng , una provincia que se esperaba que el partido obtuviera el control a través de un gobierno de coalición. El DA decayó en su bastión tradicional del Cabo OccidentalMaimane anunció su renuncia como líder federal de la DA el 23 de octubre, poniendo fin a meses de especulaciones de que sería destituido como líder del partido luego del declive del partido en las elecciones generales de 2019.
La crisis del agua en Ciudad del Cabo, bastión electoral del DA y los polémicos tuits de Zille defendiendo las consecuencias del colonialismo y el enfrentamiento con la alcaldesa de Ciudad del Cabo, Patricia de Lille, contribuyeron a catapultar a la DA al caos. El anuncio de Maimane en octubre de 2016 de que la DA diversificaría su liderazgo sin embargo género conflictos contra el sector conservador del partido representados por De Lille, que afectaron su liderazgo. El partido entró en una crisis entre el sector de Maimame que quería cambiar hacia un rumbo socialdemócrata y atraer a los votantes negros y los sectores conservadores cercanos al neoliberalismo que se apoyaban en los votantes blancos y afrikaaners.Su liderazgo se vio aún más socavado cuando en 2019 cuando un informe alegaba que la alcaldesa de Ciudad del Cabo, Patricia de Lille, había impedido al entonces administrador de la ciudad, Achmat Ebrahim, informar al ayuntamiento sobre el gasto irregular por parte de Lille de 43 millones de rands en gastos personales y el desvío sistemático de fondos públicos por parte del DA.